# Heiliger Krieg
Als Heiligen Krieg bezeichnet man eine kollektive organisierte Gewaltanwendung (Krieg), die aus einer Religion heraus begründet wird, etwa mit Vorstellungen vom Auftrag eines Gottes und seines Eingreifens in das Kriegsgeschehen. Solche Gründe werden oft in Gesellschaftsordnungen angegeben, in denen politische und religiöse Machthaber identisch oder eng verbunden sind. Sie rechtfertigen dann deren Ordnung, ihre Verteidigung, Stärkung und/oder Expansion als gottgewollt.
Der Begriff entstand im Hellenismus und wurde im Christentum seit dem Hochmittelalter für die Kreuzzüge üblich. In der Neuzeit legitimierte er auch von Nationalismus motivierte Kriege, im deutschen Sprachraum besonders die antinapoleonischen Befreiungskriege, und überhöhte sie zu einem Weltanschauungskampf. Ähnliche Konzepte anderer Religionen, etwa der Dschihad im Islam, werden oft mit dem im christianisierten Europa entstandenen Begriff verglichen, aber in der Forschung nicht gleichgesetzt. Auch der an rationale ethische Kriterien gebundene Gerechte Krieg wird vom Heiligen Krieg unterschieden.

## Alter Orient
Im Alten Orient lassen sich politisch und religiös bedingte oder begründete Kriege kaum voneinander trennen. Die Großreiche Babylonien, Assyrien, Ägypten führten ihre Eroberungsfeldzüge oft unter religiösen Vorzeichen, etwa indem sie ihre Götter im Orakel befragten oder auf göttliche Aufträge an den Herrscher verwiesen. In Urartu wurde in Inschriften durchgehend beschrieben, dass der Gott Ḫaldi dem Heer mit seinem šuri voranging. Der König führt den Krieg auf Befehl des Gottes. Ansonsten hatten diese Kriege meist rein politische und ökonomische, keine religiösen Ziele. Auch in der Kriegführung spielten religiöse Elemente keine bestimmende Rolle. Daher redet die Geschichtswissenschaft hier nur eingeschränkt von Heiligen Kriegen.

## Antikes Griechenland
Im antiken Griechenland wurden Kriege zum Schutz des Apollonheiligtums in Delphi und seiner Besitzungen gegen räuberische Nachbarn als Heilige Kriege nach Amphiktyonenrecht geführt:
Den Ersten Heiligen Krieg führten Athen und der Tyrann Kleisthenes von Sikyon 600–590 v. Chr. gegen Krissa. Den Zweiten führten die Spartaner 448 v. Chr. gegen Phokis, den Dritten (355–346 v. Chr.) veranlassten die Lokrer, unterstützt von den Thebanern. Den Vierten Heiligen Krieg (339–338 V. Chr.) führte König Philipp im Auftrag der Amphiktyonen gegen das der Verletzung von Tempelgebiet angeklagte Amphissa, das 338 V. Chr. zerstört wurde.
In der Spätantike nahm der Perserkrieg des Herakleios Formen eines Heiligen Krieges an.
Da das Römische Reich seine Eroberungsfeldzüge regulär mit religiösen Riten legitimierte und vorbereitete, wird eine Unterteilung in heilige oder säkulare Kriege hier als anachronistisch beurteilt.

## Hebräische Bibel
Der Begriff „Heiliger Krieg“ erscheint sinngemäß im Tanach nur einmal (Joel 4,9 ). Der Ausdruck „Krieg JHWHs“ ist jedoch im 4. Buch Mose, im Buch der Richter, im ersten und zweiten Samuelbuch oft anzutreffen. Gerhard von Rad führte die dort geschilderten Einzelschlachten aus der Frühzeit der Israeliten in einem Aufsatz von 1947 auf eine charismatisch gelenkte Kriegführung eines Zwölfstämmebundes zurück und löste damit eine bis heute anhaltende Forschungsdebatte aus. Seine Grundthese einer besonderen vorstaatlichen, von einer israelitischen Amphiktyonie gebildeten sakralen Institution wurde seit 1972 durch Nachweise genauer altorientalischer Parallelen widerlegt. Die literarische Tradition einer von JHWH gelenkten Kriegführung hat sich gleichwohl in der Bibel von frühen Anfängen der Toraverschriftung bis zur späten jüdischen Apokalyptik durchgehalten und zu großen prophetischen Friedensvisionen fortentwickelt.

### Vorstaatliche Zeit
Im Mirjamlied, das als Keimzelle der Erzählung vom Auszug aus Ägypten gilt, heißt es (Ex 15,21 ):
Singt dem Herrn ein Lied, denn er ist hoch und erhaben! Rosse und Wagen warf er ins Meer.
Die Israeliten sahen ihre Rettung vor dem übermächtigen Heer des Pharao, das ohne ihr Zutun im Schilfmeer versank, als Wundertat ihres Gottes (Ex 14,14 ): JHWH kämpft für euch, ihr aber werdet ruhig sein. Gott blieb für sie fortan der eigentlich Kämpfende in sonst auswegloser Lage (v. 3 ff.):
Der Herr ist ein Krieger, Jahwe ist sein Name. […] Deine Rechte, Herr, ist herrlich an Stärke; deine Rechte, Herr, zerschmettert den Feind.
Im 4. Buch Mose („Buch der Kriege JHWHs“, Num 21,14 ) und im Buch Josua werden die Wüstenzeit und Landnahme (etwa 1200–1000 v. Chr.) als überwiegend kriegerische Eroberung, Vertreibung und teilweise Ausrottung der Bewohner Kanaans dargestellt.
Das Buch Richter schildert die JHWH-Kriege als spontane Verteidigungsfeldzüge einiger der Zwölf Stämme Israels. Sie stellten nur dann ein gemeinsames Heer auf, wenn feindliche Angriffe, meist Raubzüge, die Existenz einzelner Stämme bedrohten. Diese Abwehrschlachten wurden später dem ganzen schon sesshaft gewordenen und im Glauben an JHWH geeinten Stämmebund zugeschrieben. Dieser hatte keine festen Anführer und keine politische und kultische Zentralmacht. Einzelne fühlten sich von Fall zu Fall vom Heiligen Geist ergriffen und legitimiert, einen Krieg JHWHs auszurufen und die wehrfähigen und kampfbereiten Israeliten zu sammeln. Diese charismatischen Heerführer nannten sich „Richter“ im Sinne von „Retter“, da ein JHWH-Krieg Israels Lebensrecht schützen sollte (Ri 5,11 ; 1 Sam 12,7 ). Verstreute Notizen zeigen nach Gerhard von Rad dessen Grundmotive:
- Der vom Geist Gottes ergriffene Anführer bläst die Posaune und sendet Boten zu den am meisten gefährdeten Stämmen, um ein Heer aufzustellen (Ri 6,34 ff.).
- Als Zeichen der Dringlichkeit führen die Boten blutige Stücke eines zerteilten Opfertieres (1Sam 11,7) oder einer von den Angreifern ermordeten Frau mit (Ri 19,29).
- Die „Mannschaft JHWHs“ – nur Landbauern als Fußvolk ohne Pferde und Streitwagen – sammelt sich in einem Lager (Ri 5,11.13; 20,2). Die wehrfähigen, nach Stämmegruppen eingeteilten Männer werden sakral geweiht (Dtn 23,9 ff.; Jos 3,5; 1Sam 21,5 f.).
- Alle, die ein neues Haus gebaut haben, einer Ernte entgegensehen, frisch vermählt oder furchtsam sind, werden entlassen (Dtn 20,5–8; Ri 6,3).
- Opfer werden dargebracht (1Sam 7,9; 13,9 f.).
- Ein „Seher“ befragt Gott (Ri 20,23.27; 1Sam 7,9). Erhält er die Zusage JHWH hat die Feinde in deine Hand gegeben (Jos 2,24; 6,2; Ri 3,27f; 4,7.14; 7,9.15 u. a.), ruft der Heerführer die Krieger zu Furchtlosigkeit auf, da Gott ihnen „voranziehe“ (Dtn 20,4; Ri 4,14).
- Posaunenblasen und lautes Geschrei eröffnen den Kampf (Jos 6,5; Ri 7,20), in den JHWH mit Naturmächten wie Wind, Hagel, Wasserfluten eingreift.
- Die Feinde zittern und verzagen (Ex 15,14 ff.; Dtn 2,25; Jos 5,1; 1Sam 4,7 f.). Der „Gottesschrecken“ überfällt sie und versetzt sie in panische Angst, schlägt sie in die Flucht oder stürzt sie in tödliche Verwirrung (Ex 23,27; Dtn 7,20.23; Jos 10,10; 24,12; Ri 4,15; 7,21 f.).
- Nach dem Sieg wird der „Bann“ vollstreckt: nach Jos 6,18f und 1Sam 15 an allen überlebenden Feinden, nach Dtn 20,16f nur an männlichen Kämpfern, die ein Kapitulationsangebot zuvor ausschlugen. Die Beute der Besiegten wird JHWH geweiht und teils verbrannt, teils verteilt.
- Das Heer wird mit dem Ruf Zu deinen Zelten, Israel! entlassen.

Besonders in den Kämpfen mit den Philistern wurde die Bundeslade, eine Art mobiler Gottesthron, mitgeführt, um Siegesgewissheit und Kampfbereitschaft zu erhöhen. Die Eroberung kanaanäischer Städte wie Jericho wurde rückblickend als Ausrottung der Besiegten auf Befehl Gottes dargestellt (z. B. Jos 6,21; Dtn 25,17 ff.).
Israels erster König Saul wurde nach 1Sam 15,2f.9 f. verworfen, weil er das Banngebot gegenüber den Amalekitern nicht vollständig erfüllt habe. Auf der Mescha-Stele dokumentiert der Moabiter-König Mescha, wie er auf Befehl seines Gottes eine israelitische Stadt einnahm, deren Einwohner und Vieh allesamt tötete und die Beute seinem Gott weihte. Der „Bannfluch“ war also keine Besonderheit Israels (Ri 11,24). Dessen Nachbarvölker wurden nach der deuteronomistischen Redaktion (nach 586) gerade nicht vernichtet, damit spätere Generationen Israels das Kriegführen nicht verlernten (Ri 3,1–3).
Im Anschluss an Ex 14,14 reduziert das Richterbuch die menschliche Mitwirkung an Gottes Krieg und betont immer stärker seine alleinige Rettungstat. Nach dem ersten überlieferten Krieg JHWHs lobt die Prophetin Debora noch die Beteiligten, die „JHWH zu Hilfe eilten“, und tadelt die Nichtbeteiligten (Ri 5,23). In einer Gottesrede vor den Stämmevertretern in Sichem heißt es dagegen (Jos 24,12):
Und ich sandte Angst und Schrecken vor euch her, die trieben sie vor euch weg, die beiden Könige der Amoriter, und nicht dein Schwert oder dein Bogen.
Auch Ri 6 stellt Gottes Kriegführung gegen menschliche Militärmacht: Gideon muss von 32.000 Mann alle bis auf 300 entlassen. Die hoffnungslos unterlegene Minderheit besiegt die haushoch überlegenen Midianiter nur durch nächtliche Umstellung ihres Lagers, Posaunenlärm und die so erzeugte Furcht. Diesen Akzent setzt auch die Erzählung vom jungen Hirten David, der den schwerbewaffneten Philister Goliat nur mit einer Steinschleuder besiegt (1Sam 17,45 ff.):
Du kommst zu mir mit Schwert, Speer und Sichelschwert, ich aber komme zu dir im Namen des Herrn der Heere, des Gottes der Schlachtreihen Israels, den du verhöhnt hast. […] Alle Welt soll erkennen, dass Israel einen Gott hat. Auch alle, die hier versammelt sind, sollen erkennen, dass der Herr nicht durch Schwert und Speer Rettung verschafft; denn es ist ein Krieg des Herrn und er wird euch in unsere Gewalt geben.

### Königszeit
Saul, der erste König Israels, war vom Propheten Samuel designiert (1Sam 10,1) und nach erfolgreicher Schlacht vom Volk gewählt worden (1Sam 11,15). Er bot letztmals das alte „Volksheer“ auf (1Sam 11,6f), unterstellte es rituellen Geboten (1Sam 14,24) und erkannte JHWH nach erfolgloser Befragung als den wahren „Retter Israels“ an (1Sam 14,39). Die folgenden Herrscher Israels behielten das Orakel bei, sahen sich aber selbst als die Kriegführenden und Siegreichen (2Sam 8,6.14): JHWH half David in allem, was er tat. Damit war Gott zum Helfer des Königs geworden, während die Richter Helfer Gottes gewesen waren.
Indem David die Bundeslade nach Jerusalem überführte, band er den JHWH-Glauben an einen festen Kultort (2Sam 6). Daraufhin gab ihm ein Hofprophet die Zusage ewigen Bestandes seiner Dynastie (2Sam 7,16). Gott wirkte nun durch den bei der Inthronisation gesalbten König, der als Heerführer die charismatischen Retter ersetzte (2Sam 8,14) und ein stehendes Heer unter am Hof angestellten Militäroffizieren einrichtete (2Sam 8,16). Das Militär wurde mit Musterungen und Volkszählungen (2Sam 24), Garnisonen, Streitwagenkontingenten (1Kön 10,26) und Festungsbau (2Chr 11,5 ff.; 26,9 ff.) zur festen Institution.
Die Kriege der Königszeit in Israel und Juda wurden daher nicht mehr als JHWH-Kriege dargestellt. Vielmehr traten den Königen und Heerführern nun Propheten als kritische Verkünder des Willens Gottes gegenüber, um königliches Unrecht im Krieg wie im Frieden scharf zu verurteilen: etwa Davids Mord an seinem Offizier Urija (2Sam 11); Ahabs Raub von Naboths Weinberg (1Kön 21,16–26); die Machtkämpfe zwischen Jerobeam und Rehabeam, die einen Prophetenbefehl zum Waffenstillstand missachteten und so den Zerfall des Großreichs Davids bewirkten (1Kön 11–12). Besonders Elija trat den Königen seiner Zeit als der eigentliche, nur mit Gottes unverfügbarem Geist bewaffnete „Wagen Israels und seiner Gespanne“ gegenüber (2Kön 2,12), ohne dessen Segen der König seine Schlachten verlor. Ps 33,16 ff. erklärte den theologischen Grund dafür:
Der ihre Herzen gebildet hat, er achtet auf all ihre Taten. Dem König hilft nicht sein starkes Heer, der Held rettet sich nicht durch große Stärke. Nichts nützen die Rosse zum Sieg, mit all ihrer Kraft können sie niemand retten. Doch das Auge des Herrn ruht auf allen, die ihn fürchten und ehren, die nach seiner Güte ausschaun; denn er will sie dem Tod entreißen und in der Hungersnot ihr Leben erhalten. Unsre Seele hofft auf den Herrn; er ist für uns Schild und Hilfe.
Daher wurden die Anführer siegreicher Schlachten in der Bibel anders als in der orientalischen Umwelt nicht zu Kriegshelden überhöht. Die Heroen der Vorzeit galten vielmehr als Mitverursacher der Gewaltausbreitung, auf die die große Sintflut folgt (Gen 6,1–4). Die staatliche Rüstung wird im Königsgesetz als „Rückkehr nach Ägypten“, also gegen Gottes Willen gerichtete erneute Versklavung der Israeliten kritisiert und begrenzt. Der König soll stets eine Kopie der Tora bei sich haben und darin lesen, um Gottes Recht zu bewahren (Dtn 17,16 ff.; vgl. 1Sam 8,10–18).

### Schriftprophetie
Die seit dem 8. Jahrhundert v. Chr. auftretenden Einzelpropheten, deren Botschaften aufgezeichnet wurden, konfrontierten Israel im Rückgriff auf vorstaatliche Tradition erneut mit dem Rechtswillen JHWHs. Besonders Jesaja bot dem König Ahas angesichts akuter Bedrohung durch den Aramäerkönig Rezin die archaische Schutzmacht des JHWH-Krieges an: Er solle furchtlos sein und nur Gott vertrauen, nicht seinem Militär (Jes 7,1–9; 30,15). Wechselnde Bündnisse mit den bedrohlichen Großmächten, diplomatische Ränkespiele dagegen würden den Untergang seines Königtums umso sicherer herbeiführen (Jes 18,1 ff.; 30,1 ff.; 31,1 f.). Gott allein werde handeln (31,4) und allem stolzen Hochmut der Tyrannen ein Ende setzen (Jes 13).
Bei Amos führt JHWH erstmals Krieg gegen Israel (Am 2,13–16), wobei er sich späteren Propheten zufolge fremder Herrscher bedient (Jes 28,21; 29;1 ff.; Jer 21,4 ff. u. a.). Amos kündigte auch einen Tag JHWHs als unentrinnbare Abrechnung mit seinem abtrünnigen Volk an (Am 5,18 ff.) und begründete damit den Glauben an ein Endgericht. Nach dem Untergang des Königtums, als Israel keine Kriege im Namen Gottes mehr führen konnte, bezog die exilische und nachexilische Prophetie auch Fremdvölker ein und malte Gottes Gericht mit den Bildern einer endzeitlichen Schlacht gegen alle menschliche Überheblichkeit und Militärmacht aus (Jes 34; Ez 30; Zeph 1,7 ff.). In Joel 4,9 wird Gottes Endschlacht gegen die hochgerüsteten Völker das einzige Mal im Tanach „heiliger Krieg“ genannt.
Aus dem Motiv des JHWH-Kriegs, in dem Gott selbst die Feinde entwaffnet, folgerte die Heilsprophetie Visionen einer universalen Abrüstung und des dauerhaften Völkerfriedens als endgültiges Gebot JHWHs (Mi 4,1–5; Jes 2,2–4; Sach 4,6; siehe Schwerter zu Pflugscharen). Ps 46,9 ff.  nennt exemplarisch dessen Ziel:
Er setzt den Kriegen ein Ende bis an die Grenzen der Erde; er zerbricht die Bogen, zerschlägt die Lanzen, im Feuer verbrennt er die Schilde. „Lasst ab und erkennt, dass ich Gott bin, erhaben über die Völker, erhaben auf Erden.“
Diese Vision des Schaloms verknüpfte sich mit der Messias-Verheißung (Jes 7,14 f.; 9,1–6; 11,1–9; Sach 9,9) und der Menschensohn-Erwartung (Dan 7,13 ff.).

## Neues Testament
Jesus von Nazaret teilte nach Mk 10,45  die Erwartungen der Apokalyptik Daniels vom Kommen des Menschensohns zur Ablösung aller irdischen Gewaltherrschaft. Sein symbolischer Eselsritt bekräftigte die Abrüstungsverheißungen der hebräischen Bibel (Mk 11,7 ; vgl. Sach 9,9 ), denen sein eigener Gewaltverzicht entsprach (Mt 26,52 ). Er beschrieb Krieg als Ausdruck der alten, verdorbenen, unveränderlichen Weltordnung, der das nahende Reich Gottes ein Ende setzen werde (Mk 13,7 f. ). Er nahm dieses Reich in seinen Heilungen und Armenspeisungen vorweg (Lk 11,20 ) und warnte seine Nachfolger, dass ebensolches Handeln sie in schwerste Konflikte mit den alten Strukturen bringen werde (Lk 12,51 f. ):
Meint ihr, ich sei gekommen, um Frieden auf die Erde zu bringen? Nein, sage ich euch, nicht Frieden, sondern Spaltung. Denn von nun an wird es so sein: Wenn fünf Menschen im gleichen Haus leben, wird Zwietracht herrschen […]
Angesichts seiner Selbsthingabe (Mk 15,24 ) deuteten die Urchristen seine Kreuzigung durch römische Soldaten als Übernahme des Endgerichts Gottes an allen Völkern (Mk 15,33 f. ). Indem Gott ihn als Ersten von den Toten auferweckt habe, habe er ihn zum Herrn aller irdischen und himmlischen Mächte eingesetzt und diese zu entmachten begonnen (Eph 1,20 ff. ). Sie konnten in der Nachfolge Jesu darum nur noch gegen Feindschaft, Bosheit und Gewalt überhaupt (Eph 2,14 ff. ), nicht mehr gegen Fremdgläubige, Fremdvölker und einzelne Gewaltherrscher kämpfen.
Daraufhin deutete der von Römern inhaftierte Paulus von Tarsus die Tradition vom JHWH-Krieg zum radikal gewaltlosen Glaubenskampf um (Eph 6,10 ff. ):
Werdet stark durch die Kraft und Macht des Herrn! Zieht die Rüstung Gottes an, damit ihr den listigen Anschlägen des Teufels widerstehen könnt. Denn wir haben nicht gegen Menschen aus Fleisch und Blut zu kämpfen, sondern gegen die Fürsten und Gewalten, gegen die Beherrscher dieser finsteren Welt, gegen die bösen Geister des himmlischen Bereichs. Darum legt die Rüstung Gottes an, damit ihr am Tag des Unheils standhalten, alles vollbringen und den Kampf bestehen könnt. Seid also standhaft: Gürtet euch mit Wahrheit, zieht als Panzer die Gerechtigkeit an und als Schuhe die Bereitschaft, für das Evangelium vom Frieden zu kämpfen. Vor allem greift zum Schild des Glaubens! Mit ihm könnt ihr alle feurigen Geschosse des Bösen auslöschen. Nehmt den Helm des Heils und das Schwert des Geistes, das ist das Wort Gottes. Hört nicht auf, zu beten und zu flehen! Betet jederzeit im Geist; seid wachsam, harrt aus und bittet für alle Heiligen, auch für mich …
Demgemäß lehnten christliche Theologen den Kriegsdienst bis ins 4. Jahrhundert als unvereinbar mit dem Christsein ab.

## Christliche Antike
Das Christentum der ersten zwei Jahrhunderte verwarf den Kriegsdienst generell. Bis zum Jahr 175 gab es nachweislich keine Christen im römischen Heer. Origenes und Tertullian verwarfen trotz der staatsbejahenden Haltung der Christen den Kriegsdienst. Für Origines stellte der Krieg dabei vorwiegend einen geistigen Kampf dar. Er verbot Christen den Waffengebrauch und erwartete die Abschaffung aller Kriege durch Ausbreitung des christlichen Glaubens (Contra Celsum 8,69 f.). Tertullian (De corona militis, um 210) lehrte, Christus habe den Christen verboten, ein Schwert zu tragen, und lehnte somit den Soldatendienst für Christen auch wegen des damit verbundenen Kaiserkults als Götzendienst strikt ab.
Seit der Konstantinischen Wende von 313 wurden Kriege zur Ausdehnung des Christentums schließlich theologisch legitimiert und praktiziert. Eusebius von Caesarea schrieb dann in einem Loblied auf Kaiser Konstantin, das dieser einen „Krieg unter dem Kreuz führe, welcher damit heilig sei“. Nachdem Ambrosius von Mailand Christen den Soldatendienst kritiklos erlaubte und auch Militärgewalt gegen Nichtchristen bejahte, normierte Augustin von Hippo Kriegsgründe und Kriegführung einer christlichen Autorität mit seiner Theorie vom Gerechten Krieg (420). Dabei griff er nicht auf das Neue Testament, sondern auf die alttestamentliche Idee des JHWH-Krieges zurück. Für Augustinus ist der Gedanke des schon irdischen Friedens von zentraler Bedeutung:
Das Gut des Friedens ist derart groß, daß auch im Bereich der irdischen und vergänglichen Dinge nichts lieber gehört, nichts sehnlicher begehrt und letztlich nichts Besseres gefunden werden kann. (De Civitate Dei 19,11)
Er tolerierte Gewalt und Krieg als letzte Möglichkeit zur Wiedergewinnung von Frieden, Gerechtigkeit und allgemeinem Wohl. Diese müssen dabei von der Motivation her von Liebe zum Feind getragen sein und dürfen nicht Versklavung, Gefangenschaft oder die Verurteilung des Feindes zum Ziel haben. Dabei bezeichnete Augustinus Gewalt und Krieg niemals direkt als „heilig“. Er anerkannte auch den Krieg als Bestrafungsmittel für schuldhafte Verbrechen. Die Anwendung von Gewalt zur Überzeugung von Häretikern wie Donatisten oder Manichäern rechtfertigte er mit einem Hinweis auf die Geschichte vom Gastmahl (Lk 14,20–23 ), bei welchem die Gäste zu ihrem eigenen Wohl gedrängt werden.

## Mittelalter
Die Vorstellung, dass kriegerische Betätigung einen himmlischen Lohnes würdigen Verdienst im Sinne der Religion darstelle, zeigt sich schon vor den Kreuzzügen in drei Punkten zum Kriegermartyrium:
- Der Krieger nimmt an einem religiös legitimierten Feldzug teil. Dies schlägt sich auch im besonderen Status der Kreuzfahrer nieder. Allerdings ist der Erwerb himmlischen Lohnes an das Vorliegen reiner, christlicher Motive gebunden. So beschränkt Papst Urban II. im Konzilsbeschluss von Clermont den Erlass der Bußstrafen auf Personen, welche „aus reiner Demut und nicht um Ansehen oder Besitz zu erwerben, und nicht um weltlichen Vorteils willen, sondern zum Heil der Seele und um die Kirche zu befreien“ an den Kreuzzügen teilnehmen.[18]
- Der Krieger findet den Tod im Kampf. Als erste Zeugnisse dieser Auffassung gelten zwei Schreiben der Päpste Leo IV. und Johann VIII. aus der zweiten Hälfte des 9. Jahrhunderts, in denen im Kampf gefallenen Kriegern himmlischer Lohn in Aussicht gestellt wurde. Doch gibt es Indizien dafür, dass diese Auffassung älteren Ursprungs ist. Als Beispiel wird hier die Vorstellung von König Oswald aus dem 7. Jahrhundert genannt, welcher durch den Tod im Kampf zur Christianisierung der Northumbrier „Heiligmäßigkeit“ erlangt habe. Dieser Gedanke wird dann im Kreuzzugsaufruf Urban II. von 1095 unmissverständlich formuliert:

Wenn diejenigen, die dort hinunterziehen, ihr Leben verlieren auf der Fahrt, zu Lande oder zu Wasser, oder in der Schlacht gegen die Heiden, so werden ihnen in jener Stunde ihre Sünden vergeben werden, das gewähre ich nach der Macht Gottes, die mir verliehen wurde […]
Als Wegbereiter der Kreuzzugsidee gelten Kirchenvertreter des 9. Jahrhunderts wie Bischof Agobard. Dieser sah die Aufgabe der christlichen Kaiser darin, die Barbaren (d. h. Nichtchristen) zu unterwerfen, „auf dass sie den Glauben annehmen und die Grenzen des Königreichs der Gläubigen erweitern.“ Das Kaiserreich wurde damit als Außenbezirk des Kirchenbereichs aufgefasst, der Kaiser als verlängerter Arm kirchlicher Welteroberung und Machtentfaltung. Theologen wie Petrus Damiani und Manegold von Lautenbach forderten von allen christlichen Soldaten die gnadenlose Bekämpfung der Ketzer und Heiden. Später forderte vor allem Bernhard von Clairvaux eine umfassende Kirchenreform, wonach die zentral gelenkte Kirche sowohl geistliche wie weltliche Macht besitzen müsse. Diese Zwei-Schwerter-Lehre wurde 1302 von Papst Bonifaz VIII. übernommen und dogmatisch festgelegt.
Die Kreuzzüge des Hochmittelalters hatten verschiedene Ursachen, Anlässe, Ziele und Verläufe. Besonders der erste Kreuzzug gilt als klassisches Modell eines Heiligen Krieges in der Kirchengeschichte, weil er
- von der damals höchsten christlichen Autorität, Papst Urban II. ausgerufen wurde (1095),
- mit der Formel „Gott will es!“ (Deus lo vult) massenwirksam gerechtfertigt und propagiert wurde
- die Rückeroberung von Gebieten mit christlichen Minderheiten und zentralen Kultstätten anstrebte, die seit 637 unter der Herrschaft des Islam standen,
- auf gewaltsame Einnahme Jerusalems gerichtet war und damit von vornherein Vernichtung Fremdgläubiger einkalkulierte
- im Verlauf weitere religiöse Minderheiten, vor allem Judengemeinden, vernichtete
- eine Einigung der gespaltenen Christenheit durch Angriffskrieg gegen Andersgläubige herbeiführen sollte
- den Beteiligten die Entlastung von Sünden versprach.

Im Hochmittelalter kam es im Zusammenhang mit den Kreuzzügen sogar kurzzeitig zur Verwendung des Begriffes bellum sacrum als Synonym für „heiligen Krieg“ bzw. „heiligenden Krieg“, welcher allerdings eventuell eher die Kriegsteilnehmer als den Krieg selber heiligen sollte.
Obwohl es zwischen christlichem und muslimischem heiligen Kampf durchaus Parallelen gibt, ist die Frage, ob muslimische Vorstellungen Vorbildfunktion bei der Bildung des entsprechenden christlichen Begriffs hatten, nicht geklärt. So war die Inaussichtstellung religiösen Lohns für die Sicherung christlicher Vorposten, wie sie z. B. Papst Urban II. für die Sicherung Tarragonas gegen die Sarazenen 1098 in Form eines einer Pilgerfahrt entsprechenden Ablasses zusicherte, der muslimischen Welt in der Form der Ribat bereits seit dem 7. Jahrhundert bekannt. Ein direkter Einfluss der Ribat auf ähnliche christliche Vorstellungen wird von der Forschung allerdings eher bestritten.
Die Deutung der Reconquista, der christlichen Rückeroberung der Iberischen Halbinsel nach der muslimischen Invasion von 711, als Heiliger Krieg ist in den mittelalterlichen Quellen meist nur angedeutet oder vorausgesetzt; nur gelegentlich wird sie ausdrücklich in direkten Worten formuliert. Schon zur Zeit des 711 von den Muslimen vernichteten Westgotenreichs war die Vorstellung verbreitet, dass Gott der eigentliche Kriegsherr sei. So deutete im späten 7. Jahrhundert der Metropolit Julian von Toledo den Kampf des Westgotenkönigs Wamba gegen Aufständische in diesem Sinne. Für ihn war der Sieg des Königs über diese Rebellen, obwohl sie ebenfalls katholische Christen waren, ein „Urteil Gottes“; die Schlacht fasste er als Prüfung (examen) auf, die Gott seinen Dienern auferlegte, und die einzelnen Phasen der Erstürmung einer belagerten Stadt wurden „durch Gott“ (per Deum) vollzogen. Im Königreich Asturien verwendete im späten 9. Jahrhundert der Verfasser der Crónica Albeldense die Bezeichnung „heiliger Sieg“ (sacra victoria) für die militärischen Erfolge König Alfons III. gegen die Muslime; damit wurde erstmals der Begriff „heilig“ unmittelbar für Kampfhandlungen im Rahmen der Reconquista verwendet. Im 11. Jahrhundert herrschte, wie die Chronik des Bischofs Sampiro von Astorga zeigt, nicht nur die Überzeugung, dass Siege Geschenke Gottes seien, sondern es wurde sogar festgestellt, dass Gott als „himmlischer König“ selbst militärisch gegen seine Feinde (die Muslime) vorgehe und sich an ihnen räche, indem er den Christen den Sieg über sie schenke.

## Frühe Neuzeit
Im Spätmittelalter und im 16. und 17. Jahrhundert wurden die religiös-kirchlichen Strukturen und ihre Verflechtungen mit politischen und gesellschaftlichen Prozessen wieder enger. Der Dualismus des Mittelalters zwischen Staat und Kirche trat in den Hintergrund. Dies führte in Form der zunehmend bürokratisierten Konfessionskirchen und frühmodernen Staaten zur Herausbildung großer universalistischer Gemeinschaften, die mit Ausschließlichkeitscharakter in Totalkonfrontation zueinander als auch zu überkommenen Ordnungsvorstellungen standen. Interessen des Staates, der Kirchen, und sozialer Gruppen instrumentalisierten einander, und führten in Glaubenskriegen zur Aufhebung bisher üblicher Grenzen der Gewaltbereitschaft und Brutalität. Beispiele hierfür sind die Kämpfe zwischen Hugenotten und der katholischen, französischen Krone in den Hugenottenkriegen, zwischen niederländischen Calvinisten und dem katholischen, spanischen Landesherrn im Achtzigjährigen Krieg, als auch innerkonfessionelle Kämpfe zwischen Puritanern und dem anglikanischen König im Englischen Bürgerkrieg. Religiös-politische Gegensätze wurden dabei in Propagandaschriften, Traktaten oder Kirchenliedern teilweise eschatologisch als Kampf zwischen Antichrist und den Vertreten des „wahren Christenvolkes dargestellt“. Einen Höhepunkt erreichte dies im Dreißigjährigen Krieg von 1618 bis 1648, der unter anderem auch ein Religionskrieg zwischen der Katholischen Liga und der Protestantischen Union und den ihnen angeschlossenen Häusern und Staaten Europas war. Beginnend mit dem Westfälischen Frieden wurde das Konzept des gerechten oder gar heiligen Krieges zunehmend verdrängt, und bei innereuropäischen Konflikten durch rational legitimierte und begrenzt geführte, normsymmetrische Kabinettskriege und das Völkerrecht ersetzt. In imperialen und kolonialen Kriegen europäischer Mächte außerhalb des Kontinents lebte die Ideen des aus moralischen Gründen geführten Krieges allerdings weiter fort.

## 19. Jahrhundert
Der Krieg befand sich im 18. und frühen 19. Jahrhundert noch unter Kontrolle der rational definierten Staaten und war gegen Instrumentalisierungsversuche von anderer Seite relativ immun. So konnte Hegel ihn in Grundlinien der Philosophie des Rechts 1820 noch als letztmöglichen Modus der Entscheidung im Streit der Staaten begreifen („Der Streit der Staaten kann deswegen, insofern die besonderen Willen keine Übereinkunft finden, nur durch Krieg entschieden werden.“) Weitere Belege für eine rein rationale Kriegsauffassung sind die Überlegungen von Militärs wie Carl von Clausewitz in Vom Kriege, in denen er das Primat der Staatspolitik vor persönlichen und religiösen Interessen betont.
Der Krieg ist eine bloße Fortsetzung der Politik mit anderen Mitteln
Mit der Aufklärung und der Säkularisation infolge der Französischen Revolution wurden primär religiös motivierte Kriege innerhalb Europas zunehmend undenkbar.
Aber schon mit den napoleonischen Kriegen, den Befreiungskriegen, und dem Irrationalismus der Romantik wurden vorgeblich hochstehende Ziele und Begriffe wie Nation, Volk, Vaterland, Freiheit, Revolution, oder „Erziehung zur Tugend durch Kriegsdienst“ nun zunehmend quasi-religiös überhöht, und gingen auch teilweise Verbindungen mit der Religion und den Kirchen ein. Ein weiterer Unterschied zu den Kabinettskriegen war, dass die Generäle der Revolutionsarmeen zunehmend Elemente des Volkskriegs anwandten. So konnte das Konzept des heiligen, wegen eines absoluten Wertes geführten Krieges – mit anderen Inhalten gefüllt – sich regenerieren und weiterexistieren, und das durch die Säkularisation entstandenen Vakuum ausfüllen. Friedrich Ludwig Jahns Worte aus dem Jahr 1813 bringen dies in Bezug auf den Wert „Volk“ auf den Punkt:
Die künftige Zeit wird Kriege um Völkerscheiden erleben, aber es werden heilige Kriege sein.
In den Befreiungskriegen gegen die napoleonische Besetzung wurde von russischer Seite wegen der Bedrohung der orthodoxen Religion und von deutscher Seite der Begriff Heiliger Krieg verwendet. In den deutschen Ländern bedeutete dieser Krieg zum Teil ein Erlösungs- und Einigungswerk, das Ernst Moritz Arndt z. B. so darstellte:
Der Krieg […] für das Vaterland und für die Freiheit ist ein heiliger Krieg, und die Menschen müssen also ihre Herzen und Gedanken zu Gott und zum Himmel erheben […] Sowie die junge Mannschaft […] versammelt ist, wird feierlich Gottesdienst gehalten […] es wird ihnen eingeschärft, dass der Tod fürs Vaterland im Himmel und auf Erden ein großes Lob ist; es wird durch Recht und Predigten und durch geistliche und kriegerische Lieder ihr Gemüt zu Treue, Ruhm und Tugend entzündet.
Heinrich von Kleist und Johann Gottlieb Fichte verherrlichten den „Krieg an sich“ als Katalysator der Nationsbildung. So wendet sich Fichte in System der Sittenlehre 1798 einerseits noch gegen die Vorstellung des Krieges als Mittel zur Erreichung begrenzter Herrscherziele; begrüßte andererseits aber im Sinne der Romantik bereits das Risiko der eigenen Existenz für abstrakte Ideale wie die Freiheit.
Da ist ein eigentlicher Krieg, nicht der Herrscherfamilien, sondern des Volkes: die allgemeine Freiheit, und eines Jeden besondere ist bedroht; […] denn jeder soll es selber für sich thun, – aufgegeben der Kampf auf Leben und Tod.
Die Revolutionsjahre 1848/49 trieben diese Gedanken dann europaweit zu größerer Akzeptanz.
Die Linie der „Heiligsprechung“ und Intensivierung des Krieges bzw. Terrors zur Erreichung sozialer oder politischer Utopien mittels Revolution reicht trotz aller historischen Unterschiede vereinfachend von Danton und Robespierre, über die 1848er Revolutionen, Lenin, Mao Zedong und Che Guevara bis weit in das 20. Jahrhundert.

## 20. Jahrhundert

### Erster Weltkrieg
Bis zum Ende des Ersten Weltkriegs blieb das nationalistisch geprägte Bild des „Heiligen Krieges“ des ausgehenden 19. Jahrhunderts bestimmend.
Dieser Krieg wurde von Militärpredigern teilweise enthusiastisch als „heiliger deutscher Krieg“ gefeiert, die Zeit des Krieges sei eine „heilige Zeit“, während der von deutschen Soldaten „heiligstes Blut“ vergossen werde. Dieser „große, heilige Krieg“ solle dem Guten zum Sieg gegen das Böse verhelfen.
Er wurde darüber hinaus auch von nichtkirchlicher Seite als kreativer, ethisch positiv wirkender, über-utilitaristischer Faktor auf den Menschen, das Volk und die Geschichte hervorgehoben. So verstand z. B. Max Scheler den Ersten Weltkrieg in Der Genius des Krieges von 1915 als „Aufruf zur geistigen Wiedergeburt des Menschen“ und „die Kulturschöpfung die eminent positive Bedeutung, auf daß er die vorhandenen Begabungen tief zurücktauchen läßt in die schöpferischen Quellen des nationalen und persönlichen Geistes.“
Ebenso sahen die französischen Theologen und Intellektuellen im Krieg gegen Deutschland einen „Kreuzzug für das Reich Gottes, für christliche Glaubensreinheit und Sittlichkeit“. Obendrein sah das katholische Frankreich sich herausgefordert zum Kampf gegen das sich protestantisch gebende Deutschland. „Die französischen Soldaten fühlen mehr oder weniger ausdrücklich, aber bestimmt, dass sie Soldaten Christi und Mariä sind, Verteidiger des Glaubens, und dass französisch sterben soviel heißt als christlich sterben“. In Analogie zu deutschen Kriegsprediger, welche die „Auserwähltheit des deutschen Volkes“ hervorhoben, erklärten französische Militärgeistliche Frankreich zum „auserwählten Volk Gottes, der ältesten Tochter und reuen Dienerin der heiligen Kirche“.
In England diente das Bild eines rächenden, geschichtsmächtigen Gottes zum Anwalt englischer Interessen. Auch hier feierte man in Predigten, Presse und Literatur den Krieg mit Deutschland als „heiligen Krieg“.
Ein weiteres Anzeichen für die Tendenz zur partiellen „Heiligsprechung“ des Krieges in Verbindung von Kirche und Nationalismus war die auch später noch umstrittene Praxis der Segnung von Waffen.

### Zweiter Weltkrieg
Im Zweiten Weltkrieg propagierten führende Nationalsozialisten, Wehrmachtsführung und -soldaten sowie Teile der Bevölkerung besonders den als Vernichtungskrieg geplanten Angriff auf Russland als „weltanschaulichen Kampf“ (Halder) und „Kreuzzug gegen den barbarischen Stalinismus und den jüdischen Bolschewismus“.
Im Kaiserreich Japan wurde der Heilige Krieg als Synonym für den Zweiten Weltkrieg verwendet. Die selbsternannte göttliche „Yamato“-Rasse sah sich in diesem erwählt, mindere asiatische Völker von den weißen Kolonialisten zu befreien.
Auch die Alliierten benutzten das Motiv des Heiligen Krieges. Der britische Außenminister Lord Halifax erkannte im Dritten Reich eine Gefahr für das Christentum und propagierte den Heiligen Krieg („Holy War“) gegen Deutschland. Lord Davidson von den Konservativen erklärte Großbritanniens Kriegseintritt 1939 als „Holy War between the forces of right and the forces of wrong“.
In der Sowjetunion dichtete 1941 Alexander W. Alexandrow nach dem Beginn des Deutsch-Sowjetischen Krieges das Lied der Roten Armee Swjaschtschennaja Woina („Der heilige Krieg“).

### Nach 1945
Die Bürgerkriege im Libanon und Nordirland, oder im ehemaligen Jugoslawien sind nicht direkt als „Heilige Kriege“ zu bezeichnen, sondern stellen Konflikte dar, in denen andere Gründe erst später eine religiöse Dimension erhalten haben, welche durch die religiösen Überzeugungen der Beteiligten eine gewaltfreie Konfliktlösung zusätzlich erschwert bzw. unmöglich macht.
Der russische Präsident Putin begründete den Einmarsch in die Ostukraine und den Überfall auf die Ukraine kurz vor dem 24. Februar 2022 mit der angeblichen "Verfolgung" orthodoxer Christen. Putin habe damit "quasi göttlich legitimiert" dass er dort die Grenze überschreitet. Im März 2024 erklärte Patrarch Kyrill den Angriffskrieg Russlands zum heiligen Krieg. Im Dezember 2024 beklagte Putin die Zerstörung der russischen Orthodoxie durch "Gottlose".